# Сонджон (13-й правитель Корьо)
Сонджон (кор. 선종, 宣宗, Seonjong, Sŏnjong); ім'я при народженні Ван Ун (кор. 왕운, 王運, Wang Un, Wang Un; 9 жовтня 1049 — 17 червня 1094) — корейський правитель, тринадцятий володар Корьо.
Був другим сином вана Мунджона. Зійшов на трон 1083 року після раптової смерті свого старшого брата, вана Сунджона.
За його правління значно посилився вплив буддизму в державі. Також Сонджон розширив торгові зв'язки з династією Сун, чжурчженями, киданьською династією Ляо та Японією.
Після смерті Сонджона 1094 року трон зайняв його старший син Хонджон.